# Technische Universität Clausthal
Die Technische Universität Clausthal (TU Clausthal, TUC) ist eine forschungsstarke Technische Universität mit Sitz in Clausthal-Zellerfeld, Niedersachsen. Sie zählt zu den kleineren Universitäten in Deutschland und zeichnet sich durch eine hohe Internationalität aus – rund 50 % der Studierenden stammen aus dem Ausland.
Als spezialisierte technische Universität liegt ihr Fokus auf der Kreislaufwirtschaft, insbesondere in den Bereichen ressourceneffiziente Prozesse, nachhaltige Materialien, erneuerbare Energien und digitale Transformation. Mit interdisziplinärer Forschung und enger Vernetzung zur Industrie trägt sie zur Entwicklung nachhaltiger Technologien und innovativer Wirtschaftsmodelle bei.

## Geschichte

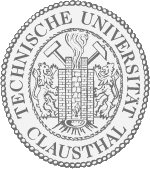
Das historische Siegel zeigt die Ursprünge der TU: Einen alten Schmelzofen für das Hüttenwesen, dahinter Schlägel und Eisen für den Bergbau

Hauptgebäude der Bergakademie, ursprünglicher Zustand

Auffahrt der Studenten zur Einweihung des neuen Hauptgebäudes (1906)

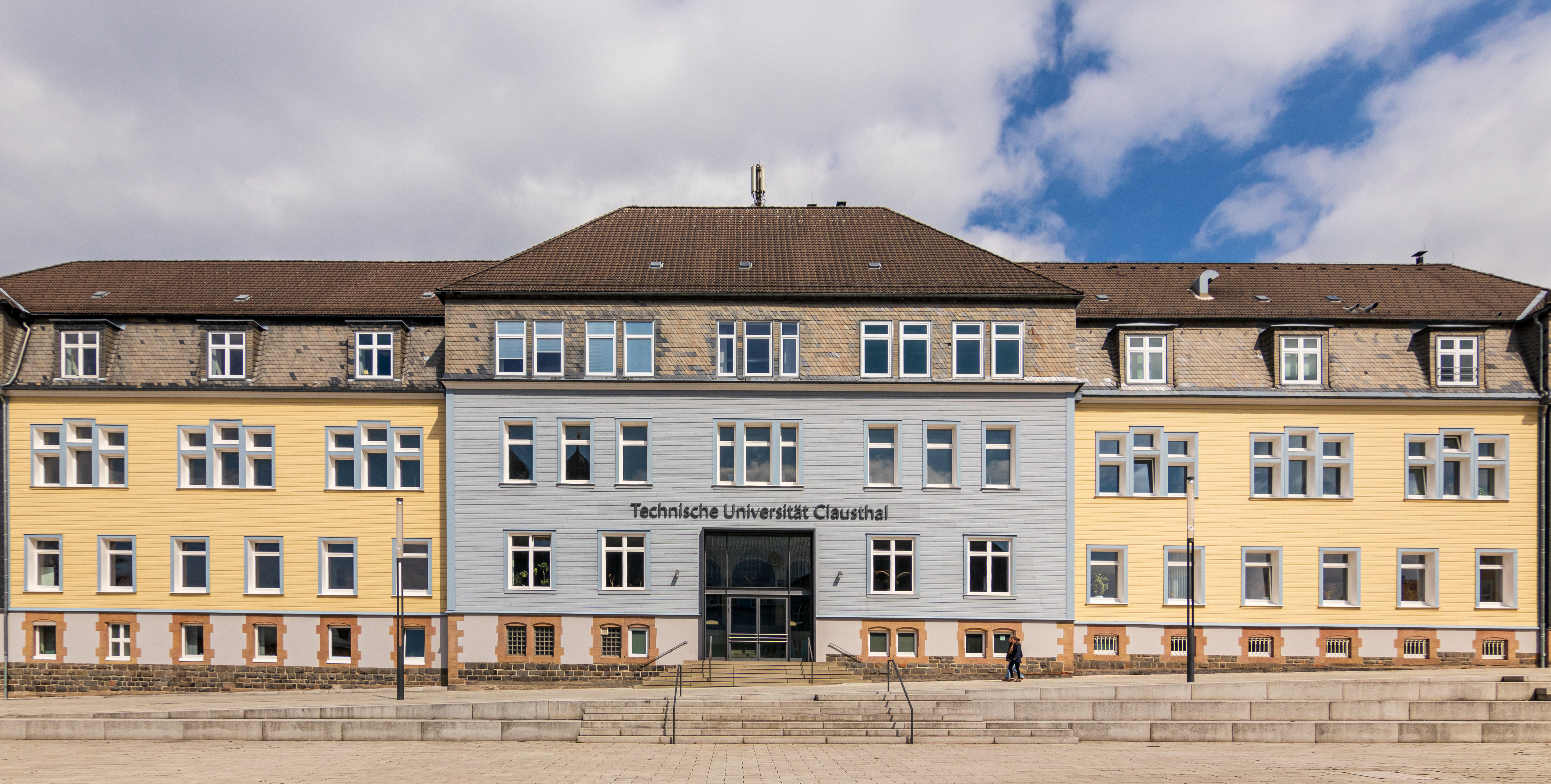
Hauptgebäude von der Marktkirche aus gesehen (2019)

Die reichen Harzer Erzlagerstätten waren der Nährboden für die wirtschaftliche Bedeutung der Region als Zentrum der Rohstoffgewinnung und bildeten die Grundlage für die Entstehung der Hochschule. Als Gründungsjahr gilt 1775. In diesem Jahr rief Berghauptmann von Reden in Clausthal einen einjährigen Lehrkursus für Berg- und Hüttenleute ins Leben, der in der Schrift des Generalsuperintendenten Friderici über „Neue Schuleinrichtungen oder Plan zur gemeinnützigen Einrichtung großer und kleiner Schulen“ (Clausthal: Wendeborn 1775) eine programmatische Grundlage hatte. Der Lehrkursus schloss sich an voraufgegangene Unterrichtsansätze des Clausthaler Lyzeums an, die auf Henning Calvör zurückgingen. Diese Lehrkurse verfestigten sich 1811 zur „Bergschule für die Harzdivision“, und zwar auf der Grundlage des „Reglement(s) über den für die Bergeleven in der Harzdivision bestimmten Unterricht in den berg- und hüttenmännischen Hülfs-Wissenschaften“ des (napoleonisch-)westfälischen Ministers der Finanzen, des Handels und Gewerbes, Hans Graf von Bülow, vom 21. November 1810.
Die Leitung übernahm der damalige Vize-Bergschreiber und spätere Planer des Ernst-August-Stollens, Johann Christian Zimmermann. Nach einem Intermezzo als „Berg- und Forstschule“ (1821–1844), das mit der Abspaltung der Forstschule und der finanziellen und personellen Krise der Bergschule endete, erhob König Georg V. von Hannover die Bergschule am 27. Dezember 1864 zur Bergakademie. Seit 1866, dem Jahr der Annexion Hannovers, unter preußischem Regiment blieb die Bergakademie weiterhin als Anstalt der Clausthaler Bergverwaltung zunächst mit einer Bergschule unter dem gemeinsamen Dach der „Vereinigten Bergakademie und Bergschule“ verbunden.
Maßgebliche Rechtsgrundlage war das „Statut für die vereinigte Bergakademie und Bergschule“, das der preußische Minister für Handel, Gewerbe und öffentliche Arbeiten, am 20. März 1869 erließ und dessen überarbeitete Fassung Berghauptmann Ernst Hermann Ottiliae am 12. Dezember 1873 feststellte. Da diese Verbindung für beide Schwestereinrichtungen mit Nachteilen verbunden war, trennte sich am 1. April 1906 die Bergschule von der Bergakademie. Die „Berg- und Hüttenschule Clausthal“ bestand bis zum 31. Juli 1998 weiter, als Nachfolge sieht sich die 1998 gegründete private Fachschule für Wirtschaft und Technik (FWT).
Die Bergakademie ihrerseits löste sich mit den „Satzungen der Königlichen Bergakademie zu Clausthal vom 6. April 1908“ aus dem Oberbergamt und erzielte die unmittelbare Unterstellung unter den preußischen Minister für Handel und Gewerbe; der Berghauptmann wurde allerdings durch die Satzungen zum Kurator als Vertreter des Ministers vor Ort bestellt.
Alsbald erhielt die Bergakademie eine Habilitationsordnung, und am 29. Januar 1912 verlieh der König durch Allerhöchsten Erlass den beiden preußischen Bergakademien zu Berlin und Clausthal das Recht, auf Grund der Prüfungen, wie sie auch bis dahin schon stattgefunden hatten, den akademischen Grad eines Diplom-Ingenieurs zu verleihen; ferner konnten von diesem Zeitpunkt an in Clausthal graduierte Diplom-Ingenieure unter Mitwirkung von Clausthaler Professoren an der Technischen Hochschule in Berlin die Würde eines Doktor-Ingenieurs erwerben. Mit den Satzungen vom 14. Mai 1919 schließlich wurde die bisherige Direktoratsverfassung durch eine Rektoratsverfassung – wie seinerzeit universitätsüblich – abgelöst, und im Herbst 1920 erhielt die Hochschule das selbständige Promotionsrecht; diese beiden Akte krönten die Entwicklung der Bergakademie zur Technischen Spezialhochschule für Berg- und Hüttenwesen. Das Jahr 1934 brachte die Unterstellung unter das preußische Kultusministerium, das Jahr 1935 die Gliederung in zwei Fakultäten, Maßnahmen, die auch unter veränderten politischen Vorzeichen Bestand hatten.
Mit der Entwicklung nach der Kapitulation 1945 ging in Clausthal das Amt des Kurators unter, anders als beispielsweise an der Georg-August-Universität Göttingen, die noch geraume Zeit einen Kurator hatte. Das Konzil beschloss am 19. Februar 1952 eine „Vorläufige Verfassung der Bergakademie“, für die der Kultusminister jedoch trotz eines entsprechenden Antrages keine Genehmigung erteilte, aber auch seinerseits keine Verfassung erließ. In dieser Situation beschloss das Konzil am 19. Februar/13. Mai 1952, den neuen Verfassungsentwurf bis zum Erlass eine Verfassung durch den Kultusminister als Geschäftsordnung anzuwenden. Dies duldete das Ministerium stillschweigend, ebenso wie die Änderungen der „Vorläufigen Verfassung“ in den folgenden Jahren, so dass mit der Anwendungserklärung des Konzils die hochschulverfassungsrechtliche Grundlage bis 1968 bezeichnet ist. Die „Vorläufige Verfassung“ siedelte wesentliche Leitungsfunktionen beim Senat an, in den der Rektor als Repräsentant der Hochschule eingebunden war; das Zusammenspiel des kollegialen und des monokratischen Elements rechtfertigt es, von einer Senatsverfassung zu sprechen.
In den 1960er Jahren wurde das fachliche Spektrum erweitert, nachdem zuvor bereits die tradierten Gebiete des Bergbaus, des Hüttenwesens und des Markscheidewesens über die allgemein-wissenschaftlichen Begleitfächer wie Rechts- und Wirtschaftswissenschaft hinaus durch die relevanten Disziplinen Geologie, Geophysik und Metallkunde ergänzt worden waren, und es setzte eine stürmische fachliche Entwicklung ein.
Am 31. Mai 1963 genehmigte der Niedersächsische Kultusminister, dass die Bergakademie ihrem Namen „Bergakademie Clausthal“ den erläuternden Vermerk „Technische Hochschule“ anfügt; am 1. November 1966 benannte das Landesministerium die Bergakademie in „Technische Hochschule Clausthal“ und am 28. März 1968 in „Technische Universität Clausthal“ um, und zwar in einem Zuge mit der Umbenennung der Technischen Hochschulen Braunschweig und Hannover in Technische Universitäten. An demselben Tage, dem 28. März, erließ das Landesministerium in preußisch-rechtlicher Tradition – letztmals gestützt auf die Organisationsgewalt der Staatsregierung – für die genannten drei Technischen Universitäten vorläufige Hochschulverfassungen. Die „Vorläufige Verfassung der Technischen Universität Clausthal“ brachte die Mitwirkung der wissenschaftlichen Mitarbeiter und der Studenten in Fakultät, Senat und Konzil sowie als neues Organ den Kanzler. Obwohl die Geltung der neuen Verfassung ausdrücklich begrenzt war – zunächst bis zum 31. Mai 1970 – wurde sie infolge der Auseinandersetzungen um das Vorschaltgesetz vom 26. Oktober 1971 und der bundesrechtlichen Entwicklung (Hochschulrahmengesetz vom 26. Januar 1976) erst durch die Grundordnung vom 17. Februar 1983 (Konzilsbeschluss)/ 28. September 1984 (Bekanntmachung des Ministers für Wissenschaft und Kunst) auf der Grundlage des Niedersächsischen Hochschulgesetzes vom 1. Juni 1978 abgelöst.
Vom 1. Januar 2009 bis zur Auflösung der Niedersächsischen Technischen Hochschule (NTH) am 31. Dezember 2014 war die Technische Universität Clausthal – neben der Technischen Universität Braunschweig und der Universität Hannover – Mitglied der Hochschulallianz. Zweck dieser Körperschaft des öffentlichen Rechts war es, die Hochschulen „durch Kooperation und komplementäre Schwerpunktsetzung international konkurrenzfähig zu machen;“ insbesondere sollte „Niedersachsen im Wettbewerb um überregionale und europäische Forschungsförderungsmittel leistungsfähiger werden, etwa durch gemeinsame Graduiertenkollegs, Graduate Schools, Sonderforschungsbereiche und Forschungszentren usw., auch unter Einbeziehung außeruniversitärer Forschungseinrichtungen“. Bereits mit dem Vorgänger, dem „Consortium Technicum“ hatten es die drei Universitäten unternommen, die bisherigen Planungsmängel des Landes auszugleichen, indem sie ihre Hochschulplanungen aufeinander abzustimmen suchten.
Die Allianz der drei Technischen Universitäten Niedersachsens in der NTH wurde operativ Ende 2014 beendet. Dies hatte die Landesregierung am 14. Oktober 2014 in einer Pressekonferenz bekanntgegeben, nachdem die Wissenschaftliche Kommission Niedersachsen ihren Bericht zur Bewertung der NTH vorgelegt hat. Die damalige Wissenschaftsministerin Gabriele Heinen-Kljajić (Grüne) sah sich in ihrer Einschätzung bestätigt, dass die Strukturen der NTH aufgesetzt und nicht zielführend gewesen seien. Für die TU Clausthal wurde seitdem eine eigene, d. h. besondere Zukunftsplanung vorgenommen, die sich in der Entwicklung des „Masterplans der TU Clausthal“ manifestiert.
Mit ca. 85 Professoren, etwa 480 wissenschaftlichen Mitarbeitern und rund 3000 Studierenden ist sie eine der kleinsten Universitäten Deutschlands. Sie gilt als äußerst praxisorientiert, was von einem relativ hohen Drittmittelaufkommen/Professur und von reproduzierbar guten Plätzen im CHE-Hochschulranking untermauert wird. Durch die Kooperationen mit ausländischen Universitäten (32 internationale Partnerschaften) und zukunftsorientierte Studiengängen, wie beispielsweise „Nachhaltige Energietechnik und -Systeme“ oder „Nachhaltige Rohstoffgewinnung und Recycling“, kommen etwa die Hälfte der Studenten aus dem Ausland.
Seit ihrer Gründung ist die Universität von Meilensteinen des technischen Fortschritts begleitet. Beispiel sind ausgefeilte Systeme zur Nutzung der Wasserkraft für den Betrieb von Bergbau und Aufbereitungsmaschinen, die Fahrkunst zur Personenbeförderung, das Feldgestänge als Antriebssystem über weite Strecken, das Drahtseil sowie präzise Markscheideinstrumente, die als Clausthals Erfindungen gelten. Berühmte Wissenschaftler wie Gottfried Wilhelm Leibniz, Arnold Sommerfeld oder Goethes Freund Friedrich Wilhelm Heinrich von Trebra sind mit der Geschichte Clausthals verbunden.
Das Bundesministerium der Finanzen hat im März 2025 ein Sonderpostwertzeichen „250 Jahre Technische Universität Clausthal“ herausgegeben.
Die TU Clausthal feiert ihr 250-jähriges Bestehen mit einer Festwoche vom 15. bis 22. Juni 2025.

## Neue Forschungsrichtungen

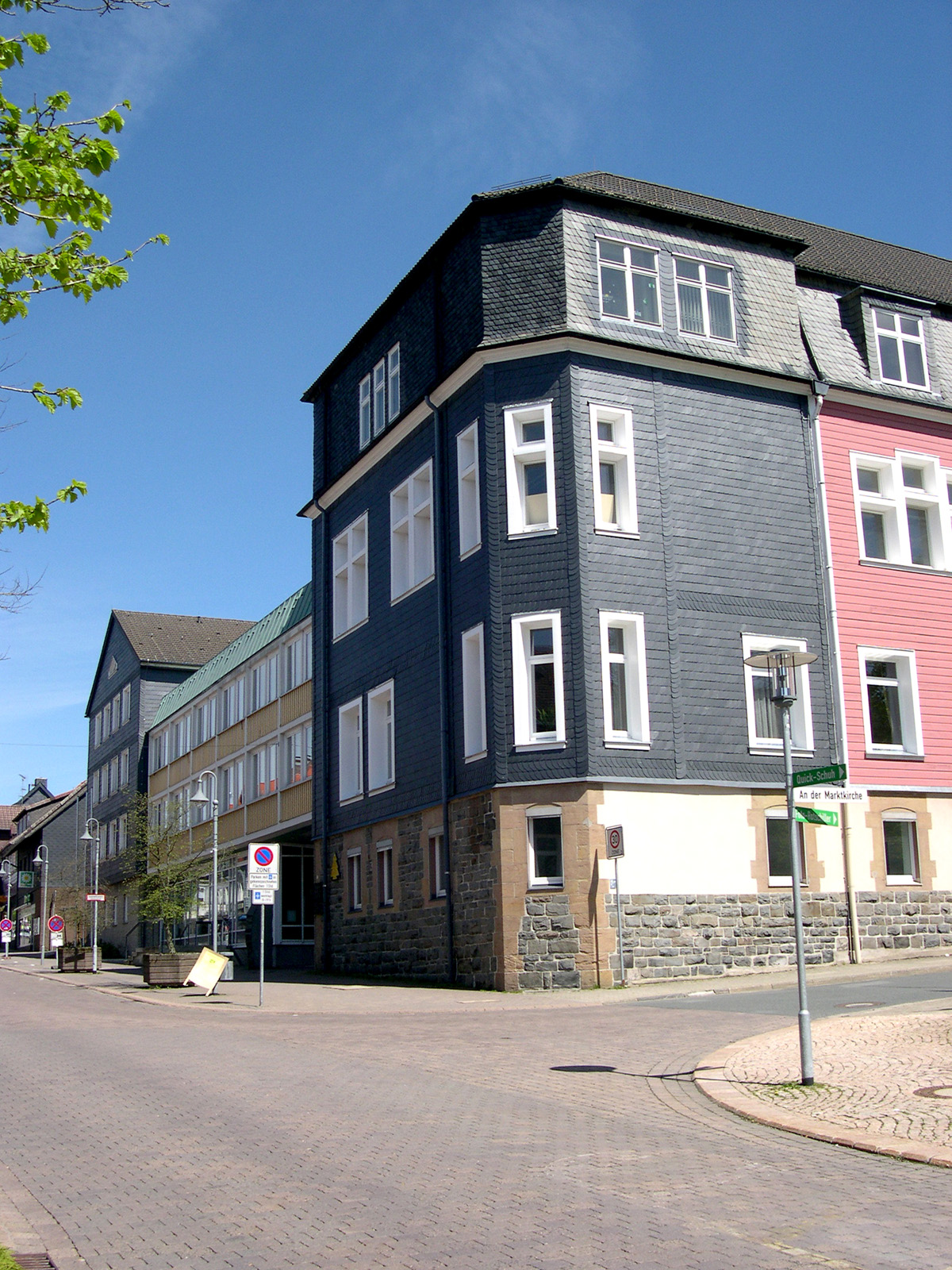
TU Hauptgebäude

Nachdem sich Lehre und Forschung in Clausthal lange Zeit auf das Bergbau- und Hüttenwesen sowie die Geowissenschaften konzentriert hatte, wurde das Studienangebot in den 1960er Jahren deutlich erweitert. Diplomstudiengänge von Chemie und Physik über Mathematik und Werkstoffwissenschaften bis zu Maschinenbau und Verfahrenstechnik leiteten den Wandel ein, der im Jahr 1968 zur Umbenennung in „Technische Universität Clausthal“ führte.
Es folgten weitere neue, richtungweisende Studiengänge: In den vergangenen Jahrzehnten wurden Informatik, Technomathematik und Chemieingenieurwesen eingeführt, es folgten Umweltschutztechnik, Energiesystemtechnik, Geotechnik, Physik/Physikalische Technologien, Kunststofftechnik und eine wesentliche Verstärkung der betriebswirtschaftlichen Komponente mit den Studiengängen Wirtschaftsingenieurwesen, Wirtschaftsmathematik und Wirtschaftsinformatik sowie einer Studienrichtung Wirtschaftschemie. Als Folge dieser Neuorientierung nahm die Zahl der Studierenden stark zu und zeigt auch nach dem Einbruch in den Ingenieurwissenschaften der letzten Jahre in der neuesten Entwicklung wieder erhebliche Zuwächse.
Die neue Ausrichtung in der Lehre führte auch zur Aufnahme einer erweiterten Forschungstätigkeit. Aktuell fokussieren sich die Kompetenzen der TU Clausthal in vier Forschungsfeldern, die eng miteinander verzahnt sind. Dies sind „Nachhaltige Energiesysteme“, „Rohstoffsicherung und Ressourceneffizienz“, „Nachhaltige Materialien und Prozesse“ sowie „Digitalisierung für eine Nachhaltige Gesellschaft“. Daneben unterhält die Universität sechs Forschungszentren, die sich mit den Themen Material, Energie, Umwelt, Simulation, Digitalisierung und Bohrtechnik beschäftigen. Sichtbar ist die Universität, besonders im niedersächsischen Raum, auch mit zahlreichen Technologiepreisen von Wissenschaftlern oder Spin-off-Unternehmen der TU Clausthal. Die Universität betätigt sich in Sonderforschungsbereichen an der Entwicklung neuer Materialien und Energieformen und arbeitet auch mit außeruniversitären Forschungseinrichtungen eng zusammen, z. B. mit dem Fraunhofer Heinrich-Hertz-Institut.
Bei all den innovativen Entwicklungen ist der Kernbereich der Technischen Universität Clausthal in Lehre und Forschung in ihren Wurzeln begründet: Fachlich liegt der Schwerpunkt der Universität in der Gewinnung, Veredelung, Speicherung, Verteilung, Nutzung und Wiederverwendung von Ressourcen dieser Erde – seien es Materialien, Energie oder Information. Hieran richten sich die naturwissenschaftlich geprägten Arbeiten der Chemie, der Physik oder der Geowissenschaften ebenso aus wie die Ingenieurwissenschaften mit Maschinenbau, Verfahrenstechnik, Bergbau/Geotechnik und Materialwissenschaften oder die Mathematik und Informatik und Wirtschaftswissenschaften. Heute ist die TU Clausthal eine Montanuniversität der Zukunft, thematisch aufgestellt entlang der Circular Economy.
Rund 100 Hochschullehrer und 480 wissenschaftliche Mitarbeiter sowie 500 Mitarbeiter im Technischen und Verwaltungsdienst in rund 45 Einrichtungen sind für Lehre, Forschung und Transfer verantwortlich. Bis zu einem Drittel des Gesamthaushaltes wird über Forschungsaktivitäten eingeworben, wodurch der wissenschaftliche Mittelbau besonders ausgeprägt ist. Honorarprofessoren und Lehrbeauftragte aus der Industrie verstärken die Lehre mit praxisnahen Angeboten. Insgesamt zählt die Universität heute über 1100 Mitarbeiter, darunter 101 Auszubildende.

## Fakultäten

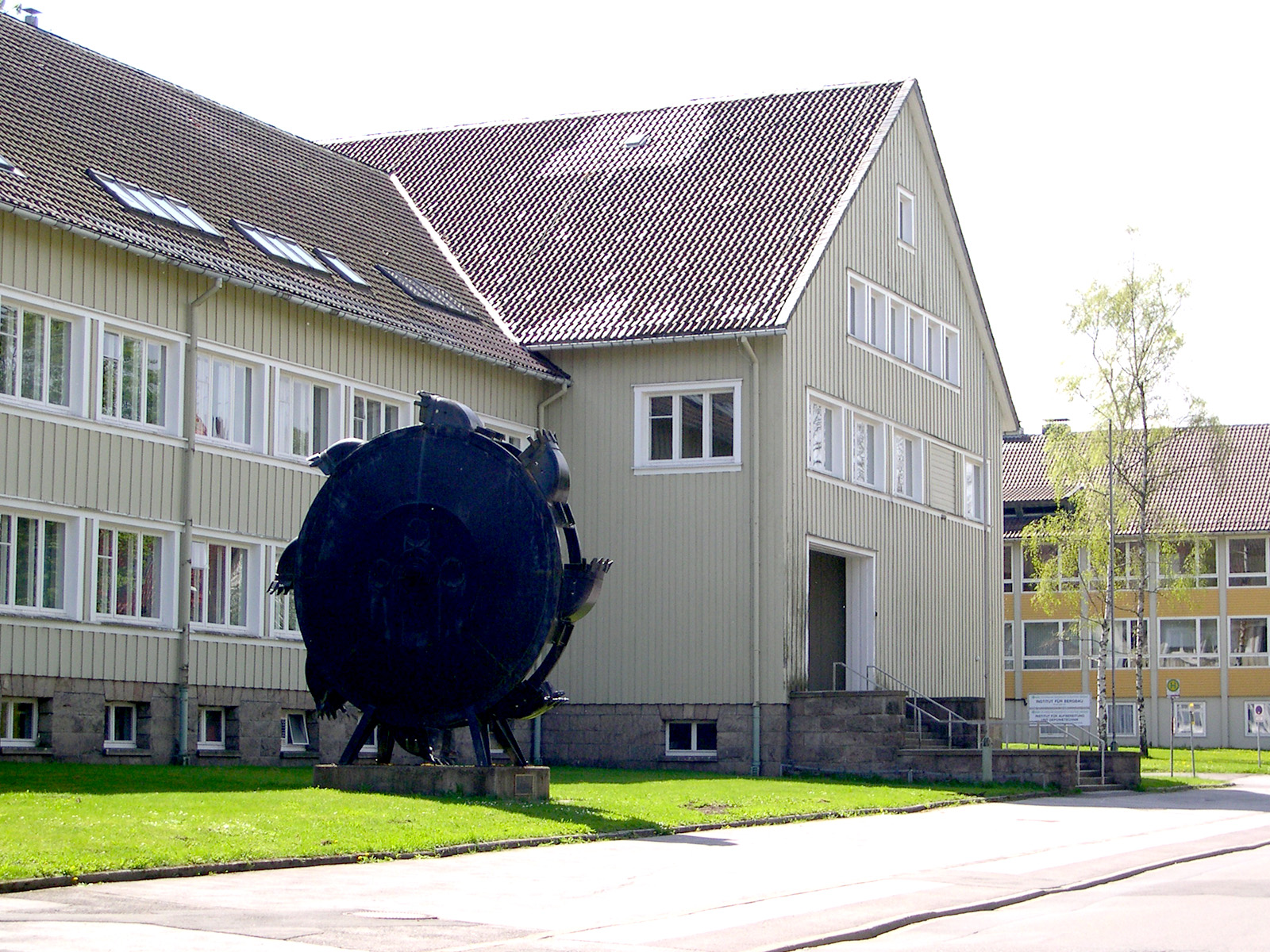
Institut für Bergbau der TU Clausthal in alter Fassade

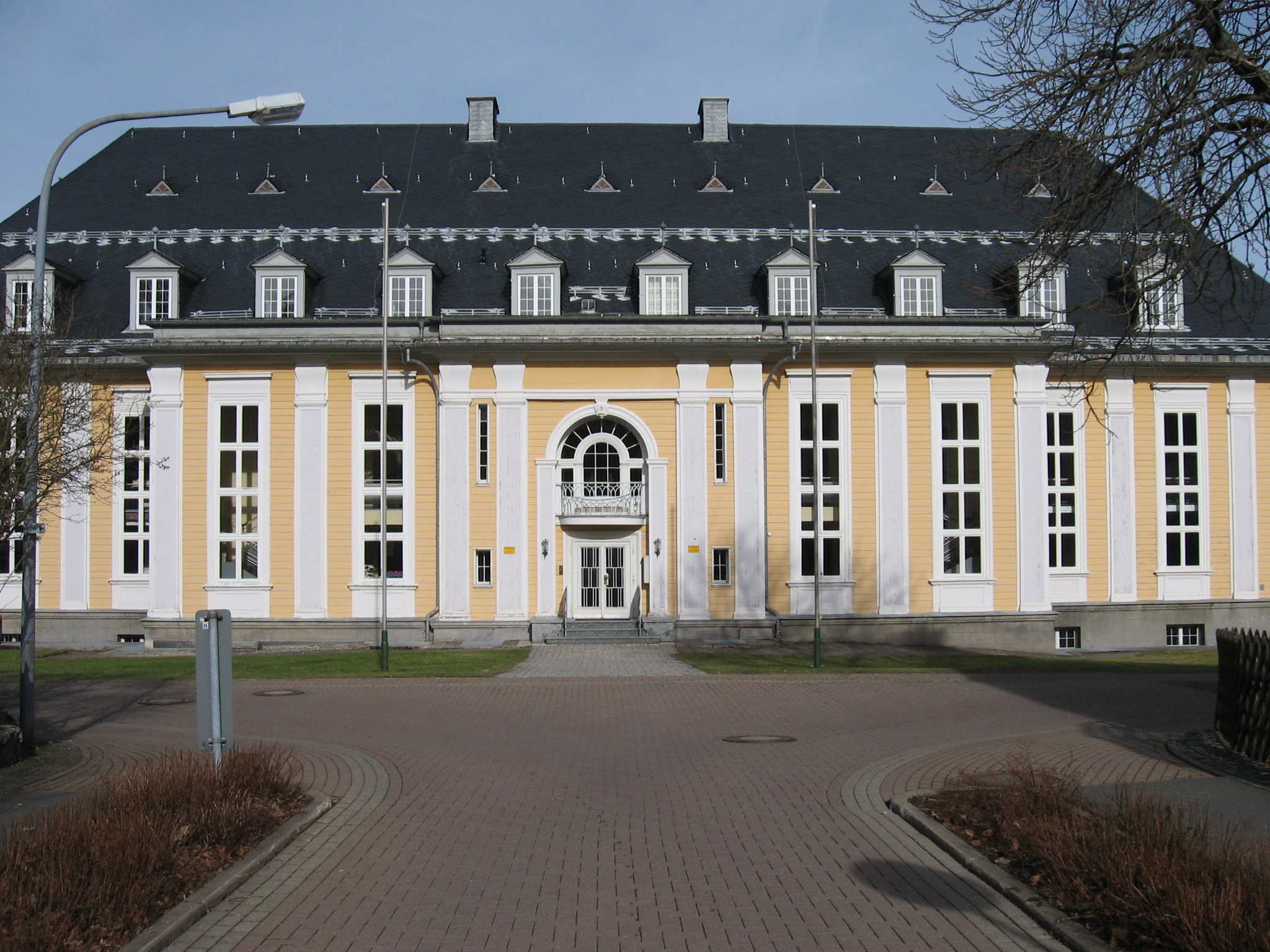
Aula Academica in alter Fassade

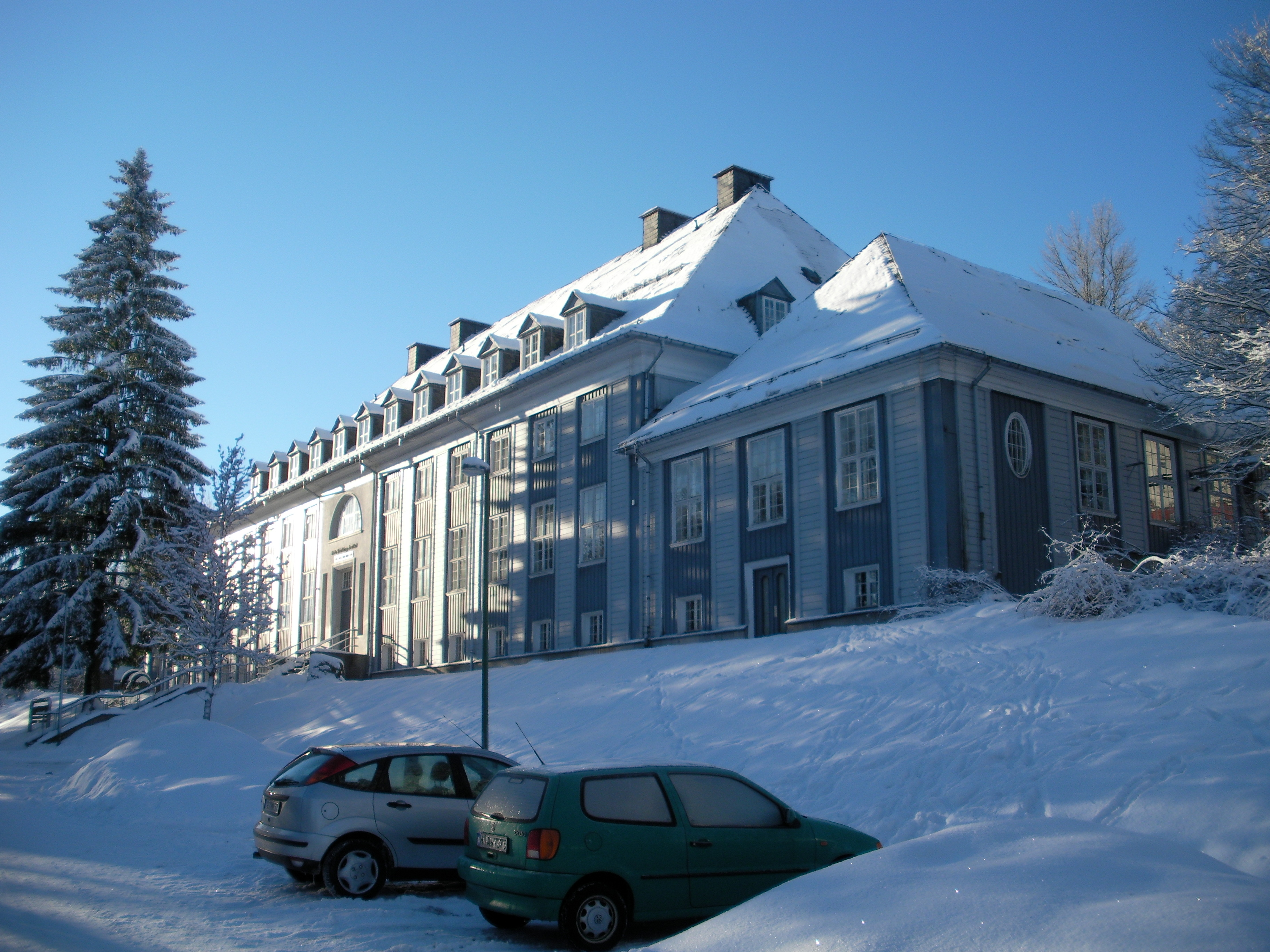
Fritz-Süchting-Institut für Maschinenwesen

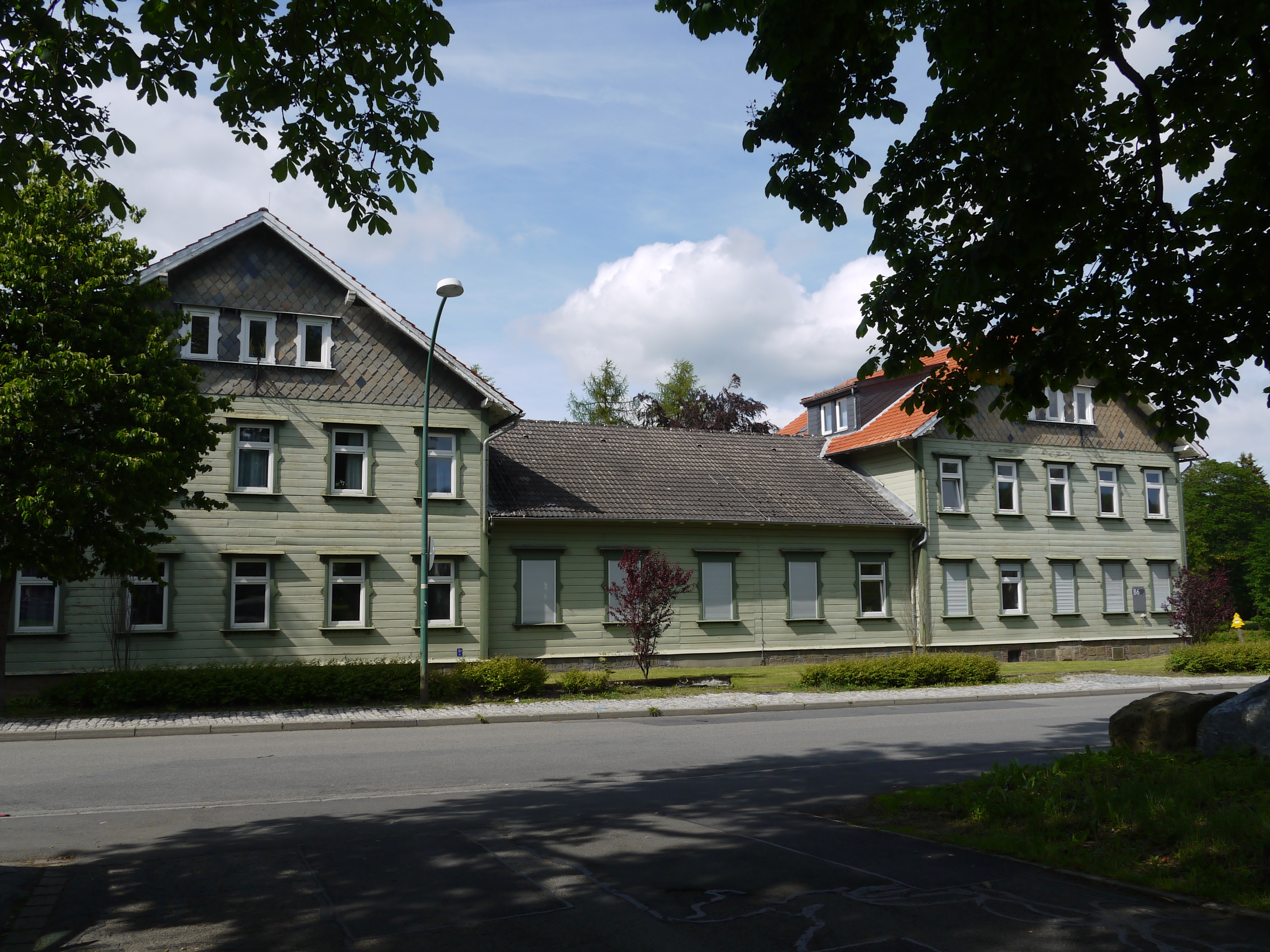
Ehemaliges Hauptgebäude des Rechenzentrums der TU an der Erzstraße

Zum 1. April 2005 ist gemäß dem Niedersächsischen Hochschulgesetz eine neue Fakultätenordnung für die TU Clausthal in Kraft getreten. Die neue Struktur der Fakultäten soll das Profil der TU Clausthal und die interdisziplinäre Vernetzung deutlich machen.
- Fakultät für Natur- und Materialwissenschaften
- Fakultät für Energie- und Wirtschaftswissenschaften
- Fakultät für Mathematik/Informatik und Maschinenbau

## Studienangebot

### Bachelorstudiengänge
An Bachelorstudiengängen werden angeboten:
- Betriebswirtschaftslehre
- Chemie
- Digital Technologies
- Digitales Management
- Elektrotechnik
- Energie und Materialphysik
- Geo-Energy Systems
- Informatik
- Maschinenbau
- Materialwissenschaft und Werkstofftechnik
- Nachhaltige Energietechnik und -systeme
- Nachhaltige Rohstoffgewinnung und Recycling
- Sportingenieurwesen
- Verfahrenstechnik/Chemieingenieurwesen
- Wirtschaftschemie
- Wirtschaftsingenieurwesen
- Wirtschafts- / Technomathematik

### Masterstudiengänge
Folgende Masterstudiengänge werden seitens der TU Clausthal durchgeführt:
- Chemie
- Digital Technologies
- Elektrotechnik und Informationstechnik
- Energie und Materialphysik
- Energiesystemtechnik
- Geoenvironmental Engineering
- Informatik
- Intelligent Manufacturing
- Maschinenbau
- Materialwissenschaft und Werkstofftechnik
- Mining Engineering
- Petroleum Engineering
- Technische Betriebswirtschaftslehre
- Umweltverfahrenstechnik und Recycling
- Verfahrenstechnik/Chemieingenieurwesen
- Wirtschaftsinformatik
- Wirtschaftsingenieurwesen
- Wirtschafts- / Technomathematik

### Master-Weiterbildungsstudiengänge
An Master-Weiterbildungsstudiengängen gibt es zurzeit Angebote in:
- Systems Engineering

## Reputation und Einordnung in die deutsche Studienlandschaft

### Ranking
- Die Zeit, 2012/2013: Spitzenposition im CHE-Ranking in den Fächern Maschinenbau, Informatik / Wirtschaftsinformatik und Wirtschaftsingenieurwesen[20]

Im CHE-Ranking, welches jährlich in der Wochenzeitung Die Zeit erscheint, belegt die TU Clausthal regelmäßig Spitzenplätze. Das Ranking gilt als das umfassendste und detaillierteste Ranking deutschsprachiger Universitäten, Fachhochschulen und Berufsakademien.

### Besonderheiten
In den letzten 10 Jahren lag der Anteil internationalen Studenten an der TUC mit 30 % bis rund 50 % im bundesweiten Vergleich sehr hoch.
Die am stärksten vertretene Nation ist dabei die Volksrepublik China mit einem Anteil von ca. 15 % bis 18 % an der Gesamtheit aller Studenten. Die große Beliebtheit der TU Clausthal unter chinesischen Studierenden liegt darin begründet, dass die Hochschule in China zu den „ABC-Universitäten“ zählt. Darunter sind die RWTH Aachen, die TU Berlin und die TU Clausthal zu verstehen, die in China als die drei führenden deutschen Universitäten für Ingenieurwissenschaften angesehen werden.
Clausthals Reputation in China wurde noch verstärkt, nachdem die Universität als Promotionsort des chinesischen Spitzenpolitikers Wan Gang bekannt wurde. Als Minister für Wissenschaft und Technologie war er zwischen 2007 und 2018 die höchste Instanz für Forschung und technologischen Fortschritt in der Volksrepublik.

### Vernetzung von Industrie und Universität
Als eine der kleineren deutschen Universitäten gehört die TU Clausthal zu den Hochschulen mit den verhältnismäßig meisten Alumni in den Führungsebenen internationaler Großkonzerne. Zuletzt gehörten hierzu beispielsweise RWE, Thyssenkrupp, K+S, HeidelbergCement, Aurubis, ENRC und Jungheinrich.
Gemäß ihrer Tradition als ehemalige Bergakademie ist Clausthal eine von drei Universitäten in Deutschland, welche Studiengänge im Bereich der Rohstoffgewinnung anbieten. In diesem Zusammenhang bestehen starke Forschungs- und Ausbildungskooperationen mit einigen der weltweit größten Unternehmen aus der Rohstoffindustrie. Beispielsweise betreiben Öl- und Energiekonzerne wie ExxonMobil, RWE und Baker Hughes duale Förderprogramme an der TUC, um die Absolventen noch vor Studienabschluss bereits für den eigenen Betrieb zu rekrutieren. Aufgrund des speziellen Forschungsschwerpunkt und ihrer Wirtschaftsnähe wurde die TU Clausthal von der FAZ als die „renommierteste Kaderschmiede der Hüttentechnik“ bezeichnet.

## Campus und Studentenleben

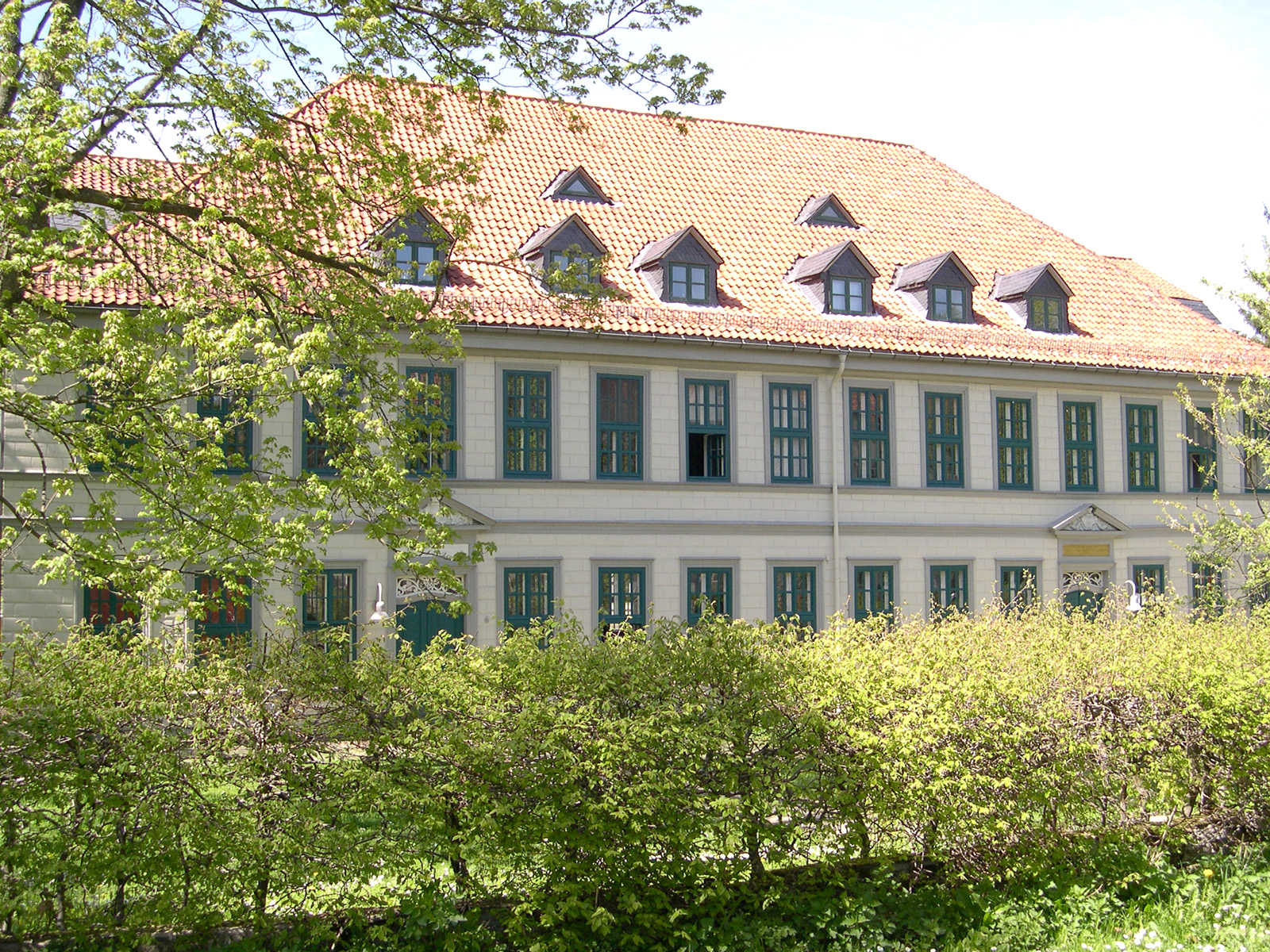
Alte Münze zu Clausthal – Von 1951 bis 2025 das Studentenwohnheim 1

Entwicklung der Anzahl der Studierenden an der TU Clausthal von 1997 bis 2017

Entwicklung der Anzahl der Studierenden an der TU Clausthal in den Wintersemestern von 1946/47 bis 2017/18

### Studentische Selbstverwaltung
Der Selbstverwaltung der Studierendenschaft der TU Clausthal steht ein Allgemeinen Studentenausschuss (AStA) vor, der von einem Studentenparlament gewählt wird; für die Interessensvertretung ausländischer Studierender gibt es einen sogenannten Ausländerrat.
Für die fachspezifische Vertretung existieren fünf Fachschaften, deren Fachschaftsräte je sieben Sitze umfassen:
- Fachschaft PMC für Physik, Materialwissenschaften und Chemie
- Fachschaft GER für Geo-, Energie- und Rohstoffwissenschaften
- Fachschaft MVC für Maschinenbau, Verfahrenstechnik und Chemieingenieurwesen
- Fachschaft MI für Mathematik und Informatik
- Fachschaft WIWI für Wirtschaftswissenschaften

Wahlen zum Studentenparlament und den weiteren Gremien finden Anfang des Kalenderjahres statt, die gewählte Amtsperiode des entsprechenden Haushaltsjahres läuft vom 1. April bis zum 31. März des Folgejahres. Seit 2021 findet die studentische Hochschulwahl online statt. Die Wahlbeteiligung lag in den letzten Jahren bei 10,8 % (2019) bis 16,1 % (2024).
Seit 2020 umfasst das Studentenparlament 17 Sitze, zuvor waren es 25. Regelmäßig antretende Gruppen sind und waren der Ring Christlich-Demokratischer Studenten (RCDS), die Gruppe unabhängiger Studenten aller Verbindungen (GuStaV), die Chinesische Studierende Initiative (CSI), die Chinesische Studentenvereinigung (CSV), die Liberale Hochschulgruppe (LHG), sowie weitere Listen, die unter anderem auch als links, grün oder frei antraten.

### Studentische Verbindungen
Obwohl die Bergschule im Dezember 1864 zur Bergakademie erhoben worden war, galt weiterhin die Bergschulordnung von 1859, die den Zusammenschluss zu „Corps-Verbindungen oder Landsmannschaften“ verbot. Als erste Studentenverbindungen wurden 1856 eine „Cheruskia“ und 1861 ein „Corps Rhenania“ gegründet, die aber beide nach kurzer Zeit wieder aufgegeben werden mussten. Auch das 1866 unter einem Tarnnamen gegründete Corps Hercynia wurde 1867, als man sich zum Corps erklärte, vom damaligen Direktor der Bergakademie Bergrat Roemer wieder verboten. Erst eine von allen Professoren der Bergakademie unterstützte Eingabe der Hercynen beim Berg- und Forstamt, der damals vorgesetzten Stelle der Bergakademie, führte dort zu einem Umdenken. Man befürchtete, dass durch das Verbot noch mehr Studenten an andere Hochschulen abwandern würden und hob daher am 27. Oktober 1867 das Verbot von mensurbeflissenen Verbindungen endgültig auf. In der Folge wurden 1868 das Corps Montania und 1875 das Corps Borussia gegründet. Weitere Gründungen waren 1890 der Vorgänger der „Freien Burschenschaft Schlägel und Eisen“, 1892 die „Turnerschaft Germania“ und 1903 der „Verein Deutscher Studenten (VDSt)“.
In der Zeit des Ersten Weltkriegs blieb die Bergakademie geschlossen. Als nach Kriegsende die Zahl der Studenten ab 1919 stark zunahm, wurden auch weitere Verbindungen gegründet. Die meisten von diesen mussten aber nach wenigen Jahren suspendieren, als die Zahl der Studenten wieder zurückging. 1935 wurden alle Studentenverbindungen aufgelöst und in einer Urkameradschaft des NS-Studentenbundes zusammengefasst, die sich 1937 an den alten Verbandsstrukturen orientierend aufteilte:
- „Kameradschaft I“ bestand aus ehemaligen Mitgliedern von Germania, Rhenania und Glückauf, Treffpunkt war das Haus der Germania an der „Bremer Höhe“.
- „Kameradschaft II“ wurde von den ehemaligen Mitgliedern von Schlägel und Eisen und des VDSt gebildet, Treffpunkt war das Haus von Schlägel und Eisen an der Adolf-Ey-Straße.
- „Kameradschaft III“ bestand aus den Mitgliedern der drei ehemaligen Corps, Treffpunkt war das Haus der Borussia an der Birckenbachstraße.

Nach Ende des Zweiten Weltkriegs wurden die Kameradschaften aufgelöst, die Bildung von Verbindungen blieb aber vorerst verboten. Waren zunächst nur reine Interessenvertretungen gegenüber der Bergakademie gestattet, wie z. B. in Form des Allgemeinen Studentenausschusses (AStA) und von Fachschaften, so erlaubte man später auch die Bildung von Freundschaftsbünden. Aus diesen entwickelten sich nach 1950 wieder die alten Verbindungen.
Von Hochschulen aus dem Gebiet der DDR wechselten seit 1950 mehrere Verbindungen nach Clausthal, so die Alte Freiberger Burschenschaft Glückauf zu Clausthal, die „Alte Leobener Burschenschaft Germania“, die „Sängerschaft Rheno Silesia“, die „Landsmannschaft Alemannia Dresden“ und die „Akademisch Musikalische Verbindung Ascania Halle“. Ende 1966 gab es in Clausthal 21 Verbindungen. Derzeit (2012) gibt es an der TU Clausthal 38 studentische Vereinigungen, darunter 16 Studentenverbindungen (Stand 2021).

### Sinfonieorchester
Das Orchester wurde 1960 als Kammerorchester an der TU Clausthal gegründet und im Jahr 2005 in „Sinfonieorchester der TU Clausthal“ umbenannt. Mitwirkende sind Studierende und Mitarbeiter der TU, aber auch engagierte Musiker aus Clausthal und Umgebung. Seit dem Wintersemester 2022/2023 wird das Sinfonieorchester als Projektorchester geführt. Zum Semesterende wird das Konzertprogramm in Clausthal und an unterschiedlichen Orten der Region aufgeführt. Seit 2002 leitet Rainer Klugkist das Sinfonieorchester der TU Clausthal.
Im Februar 2016 brachte das Orchester die „Bergmannsrhapsodie“ von Steffen Brinkmann zur Uraufführung. Dieses Werk ist eine Auftragskomposition der Musikgemeinde Osterode am Harz für die TU Clausthal. Das TU-Sinfonieorchester gab sein Semesterabschlusskonzert 2018 mit einer Weltpremiere von Steffen Brinkmanns Sinfonischer Dichtung „Die Burg“ in sechs Sätzen.

### Universitätschor
Seit 1985 gibt es neben dem Sinfonieorchester der TU Clausthal auch einen als Kammerchor gegründeten Hochschulchor, den „Universitätschor Clausthal“. Die etwa vierzig Mitglieder – Studenten und Mitarbeiter der TU, aber auch Bürger aus Clausthal und Umgebung – erarbeiten semesterweise ein Konzertprogramm. Daneben stehen Auftritte in universitären Feierstunden.
Der Universitätschor arbeitet dabei auch mit bekannten Solisten und festen Klangkörpern wie dem Göttinger Barockorchester oder der Kammerphilharmonie Wernigerode zusammen. Gastauftritte bei den Chortagen Hannover und auswärtige Konzertorte wie die Kaiserpfalz Goslar, das Schloss Sondershausen, das Kloster Michaelstein oder die Domkirchen von Halberstadt und Bad Gandersheim ergänzen die Tätigkeit des Chores. Die Leitung des Chores oblag Antonius Adamske; der studierte Musiker und Historiker war fünf Jahre Lehrbeauftragter an der TU Clausthal und zudem Dozent an der Georg-August-Universität Göttingen. Seit Januar 2020 leitet Tammo Krüger den Universitätschor Clausthal.

### Big Band
Zum Wintersemester 2017/18 wurde mit der Big Band der dritte Klangkörper als gemeinnütziger Verein „Big Band an der TU Clausthal e. V.“ gegründet und als studentische Vereinigung an der TU Clausthal registriert. Die rund 30 Musiker, etwa zwei Drittel der Band-Mitglieder kommen aus der Universität und ein Drittel aus der Region, widmen sich vornehmlich dem Jazz, Swing, sowie der Funk- und Popmusik. Die als „groovING TUC Big Band“ benannte Band verfügt über eigenes Material, das den Bandmitgliedern bei Bedarf zur Verfügung gestellt und für Auftritte benutzt wird. Mit der Big Band studiert Domenic Eggers, der einen Lehrauftrag an der TU Clausthal bekommen hat, klassischen Jazz, aber auch jazzige Popstücke ein. Im Jahr 2018 gründete die Big Band mit der „swingING TUC Jazz Combo“ ein kleineres Ensemble, in dem vier bis acht Mitglieder der Big Band in variabler Besetzung eigene Literatur, vornehmlich aus dem Bereich Blues, spielen. Seit 2021 veranstaltet die Big Band jährlich einen großen Big Band Workshop mit namhaften Jazzgrößen, an dem auch externe Musiker teilnehmen können. Hierzu gehörten Frank Nowicky, Lutz Krajenski, Achim Kück und Monika Roscher. Seit März 2020 probt regelmäßig ein ebenfalls von der Big Band gegründetes Vokalensemble, das die Big Band bei Gesangstiteln unterstützt.

### Rock-, Pop- und Jazz Chor
Im September 2021 wurde das Vokalensemble der Big Band zum Rock-, Pop- und Jazz-Chor der TU Clausthal als Unterabteilung der Big Band vergrößert, nachdem die Jazz-Gesangslehrerin Chiara Raimondi im Sommer das Vokalensemble verlassen hatte. Dem Chor gehören gut 30 Personen an. Der Chor wird von André Wenauer aus Hattorf am Harz geleitet. Unter dem Namen „singING TUC Vocals“ studiert der moderne Chor Musiktitel aus dem Genres Rock, Pop und Jazz ein und unterstützt gesanglich die Big Band bei Gesangstiteln.

## Sonstiges

### Einrichtungen und Kooperationen
- Center for Digital Technologies (DIGIT) (Kooperation mit der Ostfalia Hochschule für angewandte Wissenschaften)[59]
- Clausthaler Umwelttechnik Forschungszentrum (CUTEC)
- Clausthaler Zentrum für Materialtechnik (CZM)[60]
- Drilling Simulator Celle (DSC)[61]
- Energie-Forschungszentrum Niedersachsen (EFZN) (2008–2016 Einrichtung der TU Clausthal, danach gemeinsam mit vier weiteren niedersächsischen Universitäten)
- Forschungszentrum Energiespeichertechnologie (EST)[62]
- Informationstechnisches Zentrum
- LaserAnwendungsCentrum LAC
- Polymerzentrum
- Simulationswissenschaftliches Zentrum Clausthal-Göttingen (SWZ)[63] (seit 2013 als Kooperation mit der Georg-August-Universität Göttingen, zuvor nur Clausthal)[64]
- Fraunhofer-Institut für Nachrichtentechnik, Heinrich-Hertz-Institut, HHI, Abteilung Faseroptische Sensorsysteme auf dem EnergieCampus Goslar[65][66]

### Universitätsbibliothek
Die Universitätsbibliothek Clausthal ist eine zentrale Einrichtung der Technischen Universität Clausthal und ebenso eine öffentlich-zugängliche Bibliothek für alle Bürger, Schulen, Firmen und Behörden der Region. Sammelschwerpunkte sind die Bereiche Naturwissenschaften (ohne Biologie), Mathematik und Informatik, Technik, insbesondere Metallurgie und Werkstoffwissenschaften, Maschinenbau und Verfahrenstechnik, Chemieingenieurwesen, Elektrotechnik, Bergbau und Rohstoffe, Wirtschaftsingenieurwesen und Umweltschutztechnik. Aber auch andere Bereiche wie das Universitätsarchiv, das Unterlagen der Universitätsverwaltung und der Institute der vergangenen 200 Jahre verwaltet, sind in der UB Clausthal vorzufinden.
Auf einer Fläche von 2.030 m² sind über 490.000 Bände, davon etwa 23.000 im Freihandbestand, über 52.000 elektronische Zeitschriften, 375 Arbeitsplätze, 5 Gruppenarbeitsräme, 36 PCs mit Katalog- und Internetzugang und flächendeckender WLAN-Zugang vorhanden. Die Bibliothek ist eine wichtige Akteurin der Forschungsunterstützung bei Themen wie Forschungsdatenmanagement und Open Access.
Zusätzlich zur verfügbaren Fachliteratur wird die 4.400 Bände mit rund 11.000 bibliographischen Einheiten umfassende Bibliothek des Universalgelehrten Caspar Calvör seit 1963 unter dem Namen „Calvörsche Bibliothek“ in der Universitätsbibliothek aufbewahrt.

### Familiengerechte Hochschule

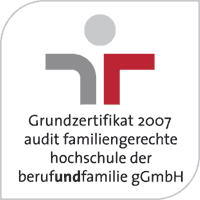
Zertifikat

Im März 2007 wurde die TU Clausthal mit dem Grundzertifikat „familiengerechte hochschule“ ausgezeichnet. Die damit verbundenen Zielvereinbarungen wurden bis 2010 in fünf Projektgruppen umgesetzt. Im Juni 2013 wurde die Universität erfolgreich erneut geprüft und wurde somit für weitere drei Jahre zertifiziert. Weiterhin gehört die TU Clausthal seit Mai 2014 zur Charta Familie in der Hochschule und hat sich damit auferlegt, weiterhin Familienfreundlichkeit zu leben.

### Präsidentin
Seit 2023 steht mit Sylvia Schattauer in der fast 250-jährigen Geschichte erstmals eine Frau gewählt an der Spitze der Universität.